# Ein ganzes Leben (Roman)
Ein ganzes Leben ist ein Roman des österreichischen Schriftstellers Robert Seethaler.

## Handlung
Der Roman erzählt die Geschichte des einfachen, entbehrungsreichen, aber auch Momente des Glücks enthaltenden Lebens von Andreas Egger. Egger kommt im Jahr 1902 als Vierjähriger in ein kleines Dorf in den österreichischen Alpen, wo ihn der Bauer Hubert Kranzstocker widerwillig aufnimmt: Egger ist der uneheliche Sohn von Kranzstockers verstorbener Schwägerin.
Kranzstocker behandelt Egger schlecht und prügelt ihn regelmäßig. Als er acht Jahre alt ist, schlägt Kranzstocker ihn mit einer Haselnussgerte so fest auf Gesäß und Beine, dass er ihm ein Bein bricht. Der Bruch wird geschient, wächst aber schief zusammen, sodass Egger einen lebenslangen Gehfehler zurückbehält. Er muss hart auf dem Hof arbeiten, und erst als er achtzehn Jahre alt ist, traut er sich, gegen Kranzstocker aufzubegehren. Er verlässt den Hof und schlägt sich im Dorf als Knecht und Handlanger durch. Da er kräftig ist und ohne Murren jede Arbeit annimmt, spart er sich irgendwann genug Geld zusammen, um ein kleines Grundstück oberhalb des Dorfes zu pachten, wo er sich eine Hütte baut.
Eines Tages mitten im Winter will er den Ziegenhirten Johannes Kalischka, genannt Hörnerhannes, in dessen Hütte besuchen und findet ihn todkrank und abgemagert vor. Er will ihn auf einer Kraxe hinab ins Dorf tragen. Unterwegs spricht der Hörnerhannes über den Tod, den er sich als „die kalte Frau“ vorstellt, die sich wahllos und unerwartet ihre Opfer holt. Als Egger einen Hang hinabrutscht, macht sich der Hörnerhannes von der Kraxe los, rennt davon und wird nie mehr gesehen. Egger will sich daraufhin im Wirtshaus aufwärmen, wo ihn die Magd Marie bedient, in die er heimlich verliebt ist. In den folgenden Monaten kommen die beiden sich zaghaft näher. Egger will nun eine geregelte Arbeit suchen, um Marie heiraten zu können, und nimmt eine Anstellung bei der Firma Bittermann & Söhne an, die eine Luftseilbahn vom Tal zu einem der umliegenden Berggipfel baut.
Marie nimmt Eggers Antrag an und zieht zu ihm auf sein Hanggrundstück. Er arbeitet weiter für Bittermann & Söhne, nun als Wanderarbeiter, da die Firma immer mehr Seilbahnen auch in anderen Tälern baut. Es beginnt die glücklichste Zeit in Eggers Leben, die aber nur kurz währt: Während der Schneeschmelze im Frühjahr 1935 kommt es eines Nachts zu einer schweren Lawine. Egger wacht auf und tritt vor die Tür – deshalb kommt er mit gebrochenen Beinen davon, während die Hütte zerstört und Marie getötet wird. Als Egger Monate später wieder laufen kann, meldet er sich wieder bei seiner Firma, wo man ihn nun als Wartungsarbeiter einsetzt: In einem Holzgestell am Drahtseil hängend rutscht er bergab von einer Stütze zur nächsten, um sie zu reinigen und zu ölen.
Als 1939 der Zweite Weltkrieg beginnt, meldet er sich spontan freiwillig, da seit Maries Tod ihm sein eigenes Leben nicht mehr viel wert erscheint. Er wird aufgrund seiner Gehbehinderung und seines Alters ausgemustert, Ende 1942 dann aber doch eingezogen und zu einer Gebirgsjägertruppe in den Kaukasus abkommandiert. Beim Vorrücken der Roten Armee wird er von seiner Truppe zurückgelassen und gerät nach nur zwei Monaten Fronteinsatz in Gefangenschaft. Erst nach acht Jahren, 1951, kann er nach Hause zurückkehren.
Sein Dorf hat sich inzwischen stark modernisiert und dem beginnenden Tourismus geöffnet, sodass der alternde Egger sich zunächst schwer wieder einfügen kann. Er haust in einem an das Schulgebäude angebauten Bretterverschlag und muss sein Geld wieder als Knecht und Gelegenheitsarbeiter verdienen, da Bittermann & Söhne inzwischen pleitegegangen war. Später bietet sich ihm eine neue Einnahmequelle: Er bietet Touristen geführte Wanderungen durch die Berge an, sodass er im Alter keine schwere körperliche Arbeit mehr verrichten muss. Jahrzehnte nach Maries Tod lernt er noch einmal eine Frau kennen, die pensionierte Lehrerin Anna Holler, eine Beziehung mit ihr scheitert jedoch bald.
Egger zieht in einen alten Stall außerhalb des Dorfes, gibt seine Tätigkeit als Fremdenführer wieder auf und wird immer einzelgängerischer: Er hat das Gefühl, einer vergangenen Zeit anzugehören und mit der Gegenwart nicht mehr mitzukommen. Sein Gedächtnis lässt nach, und von den Dorfbewohnern wird er als verwirrter Alter wahrgenommen. Als Anfang der 1970er Jahre in einer Gletscherspalte die Leiche des Hörnerhannes gefunden wird, ist er der Einzige im Dorf, der sich noch an ihn erinnern kann. Eines Tages wird ihm klar, dass er, abgesehen von Arbeitseinsätzen und Kriegsdienst, nie sein Tal verlassen hat, er setzt sich spontan in den Bus und fährt bis zur Endstation, ohne aber zu wissen, was er eigentlich dort will. Schließlich bringt der Busfahrer den enttäuschten, verwirrt und beschämt wirkenden  Egger wieder nach Hause. Ein halbes Jahr später erscheint ihm die Jahrzehnte früher vom Hörnerhannes beschriebene „kalte Frau“ in Gestalt Maries und er weiß, dass er dem Tod nahe ist. Wochen später, in einer Februarnacht, stirbt er, zufrieden und mit sich im Reinen, im Alter von 79 Jahren und wird neben Marie beigesetzt.

## Erzählstil
Abgesehen von wenigen Vor- und Rückblenden wird Eggers Leben chronologisch erzählt. Der Erzähler beschränkt sich dabei auf Eggers Perspektive, stellt dessen Gedanken- und Gefühlsleben detailliert dar und lässt die Leser dadurch stark mit Egger sympathisieren. Die knappen, aber anschaulichen Landschaftsbeschreibungen tragen zur Stimmung des Romans bei; der größere historische und soziale Zusammenhang von Eggers Lebenszeit spielt hingegen eine untergeordnete Rolle.

## Veröffentlichung und Adaptionen
Der Roman erschien 2014 im Hanser Verlag, die Taschenbuchausgabe folgte 2016 im Goldmann Verlag. Das von Ulrich Matthes gelesene Hörbuch erschien 2014 bei Roof Music. Ein ganzes Leben war ein weltweiter Erfolg und wurde in viele Sprachen übersetzt. 2019 folgte zudem eine Hörspiel-Adaption von Elisabeth Weilenmann.
Eine Verfilmung des Romans entstand 2022. Das Drehbuch stammte von Ulrich Limmer, Regie führte Hans Steinbichler.

## Rezeption
Der Roman fand 2014 großen Widerhall in der Literaturkritik und wurde von der weit überwiegenden Zahl der Rezensionen positiv besprochen – von Literaturblogs über die Feuilletons der Tageszeitungen bis zu Denis Scheck oder Christine Westermann. Besonders wird die „zurückgenommene Art des Erzählens“ gelobt, die auch als „lakonisch“, „schnörkellos“ und „unaufgeregt“ bezeichnet wird, den Leser aber trotzdem emotional berühren könne. Hingegen betrachtet Thomas Andre in seiner Spiegel-Online-Kritik diesen Stil als „gerade in seiner Schlichtheit pure[n] Kitsch“. Durch Eggers Genügsamkeit und „stoische Gelassenheit“ wird der Roman auch als Gegenentwurf zur „rastlosen Leistungsgesellschaft des 21. Jahrhunderts“ wahrgenommen.
Eine Ausnahme bildet Hannelore Schlaffers Rezension in der NZZ, die Seethaler vorhält, er bediene „den Voyeurismus der Städter“, indem er Elend und Brutalität des bäuerlichen Lebens überbetone.
Christoph Schröder hebt in seiner Taz-Rezension Seethalers nüchternen Blick auf die Gegenwart hervor:

„„Ein ganzes Leben“ ist keine Feier vergangener Zeiten. [...] Der Blick des Erzählers [...] ist stets auf die Gegenwart, auf das Jetzt gerichtet; es gibt keine Glorifizierung der Vergangenheit, aber auch [...] nicht den Hauch eines utopischen Potenzials. [...] In die katholische Milieufalle geht Seethaler nicht. Wo auch immer Schmerzen, Krankheiten und Unglücke herkommen mögen – von oben kommen sie nicht. Allerdings kommt von dort auch keine Erlösung.“

## Auszeichnungen
2015 erhielt Seethaler für Ein ganzes Leben den Grimmelshausen-Preis. 2016 stand die englische Übersetzung von Charlotte Collins (A Whole Life) auf der Shortlist des International Booker Prize.